# Palácio de Nedega
Palácio de Nedega (em dagani: Nadega ou Gbewaa) é a sede do Ia Na do Reino de Dagom, em Iendi, na atual Gana, nomeado em honra a Na Nedega, patriarca das principais dinastias mossis.